# Carigrad
Carigrad (stsl. Цѣсарьградъ, crsl. Царьгра̀дъ, rus. Царьгра́д, ukr. Царгород, svk. Carihrad) je slavensko ime za Konstantinopol, glavni grad Bizantskog Carstva, grad koji se danas nalazi u Turskoj pod nazivom Istanbul.
Drugi slavenski naziv je Konstantinov grad (stsl. i crsl. Константинь градъ, crsl. Константиноградъ) i on je neposredni prijevod grčkog naziva grada (grč. Κωνσταντινούπολη).
Carigrad je staroslavenski prijevod grčke riječi Βασιλὶς Πόλις. Spajanjem slavenske riječe car za „Cezara/Imperatora“ i grada nastao je „Carev grad“.
Bugari su prilagodili riječ za Tarnovgrad (Царевград Тарнов), jedne od prijestolnica bugarskog cara, ali nakon pada pod osmansku vlast, bugarska riječ korištena je samo kao još jedan naziv za Konstantinopol.

## Također pogledajte
- Konstantinopolj
- Novi Rim
- Istanbul